# Mansle
Mansle je naselje in občina v zahodnem francoskem departmaju Charente regije Poitou-Charentes. Leta 2006 je naselje imelo 1.527 prebivalcev.

## Geografija
Kraj se nahaja v pokrajini Angoumois ob reki Charente in njenem levem pritoku Bonnieure, 25 km severno od središča departmaja Angoulêma.

## Uprava
Mansle je sedež istoimenskega kantona, v katerega so poleg njegove vključene še občine Aunac, Bayers, Cellefrouin, Cellettes, Chenommet, Chenon, Fontclaireau, Fontenille, Juillé, Lichères, Lonnes, Luxé, Mouton, Moutonneau, Puyréaux, Saint-Amant-de-Bonnieure, Saint-Angeau, Saint-Ciers-sur-Bonnieure, Sainte-Colombe, Saint-Front, Saint-Groux, La Tâche, Valence, Ventouse in Villognon z 8.532 prebivalci.
Kanton Mansle je sestavni del okrožja Confolens.

## Zanimivosti
- župnijska cerkev Saint-Léger iz 12. do 16. stoletja;